# Vermillion County (Indiana)
Vermillion County is een county in de Amerikaanse staat Indiana.
De county heeft een landoppervlakte van 665 km² en telt 16.788 inwoners (volkstelling 2000).

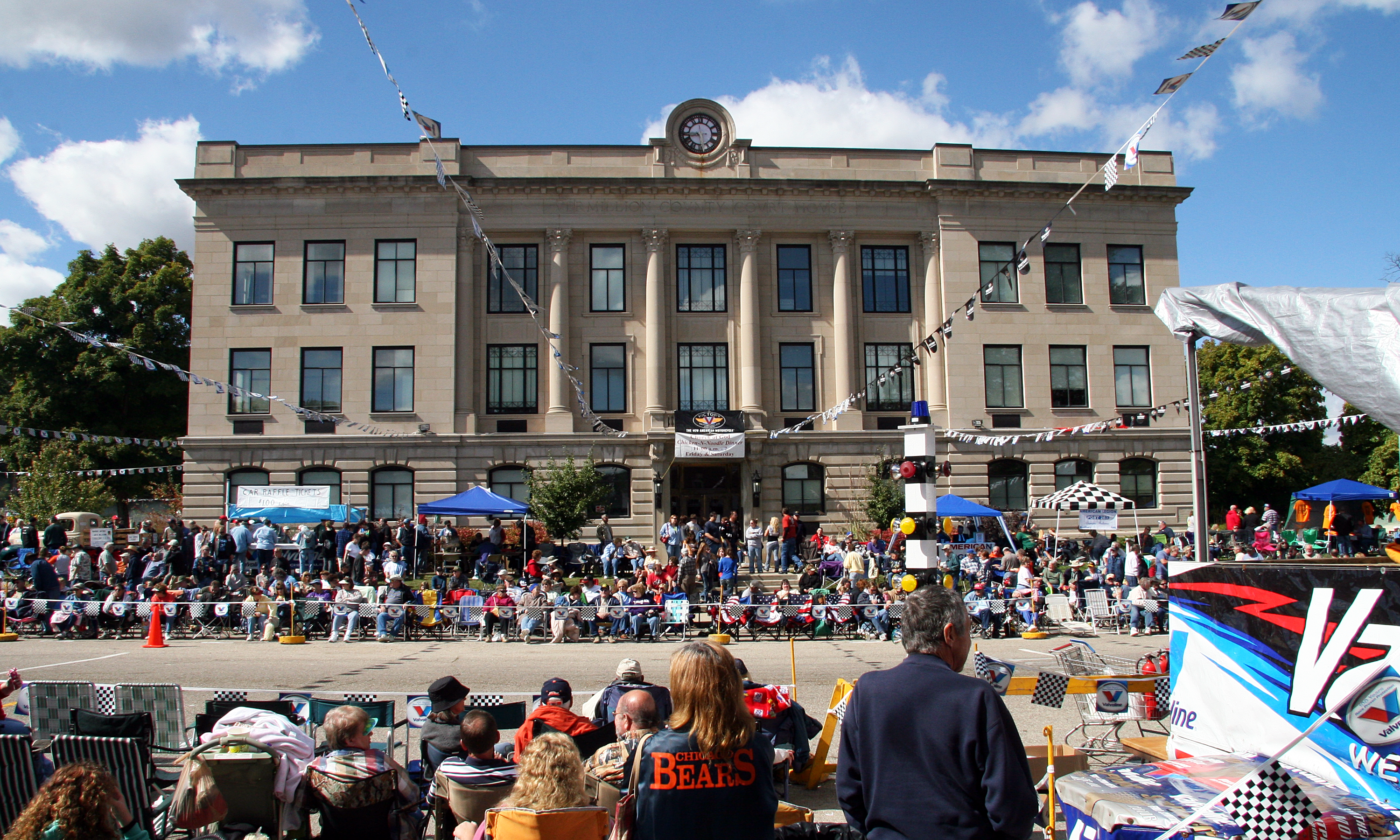
Vermillion County Courthouse